# Carrière de calcaire
 (juillet 2011).
Si vous disposez d'ouvrages ou d'articles de référence ou si vous connaissez des sites web de qualité traitant du thème abordé ici, merci de compléter l'article en donnant les références utiles à sa vérifiabilité et en les liant à la section « Notes et références ».
Une carrière de calcaire est un lieu où l'on exploite la roche calcaire. Elle peut être exploitée en souterrain ou à ciel ouvert.

## Matériau exploité
Le calcaire est une roche sédimentaire composée majoritairement de carbonate de calcium ((CaCO3)). Il est souvent de couleur claire et son grain est fin. À travers cette dénomination, il existe en fait plusieurs types de roches : le calcaire grossier (qui se subdivise lui-même en plusieurs types de roche : liais, cliquart, grignard, banc royal, etc.), le tuffeau (que l'on trouve en Anjou, en Touraine et autour de Maastricht), la craie…
Le calcaire a été utilisé à plusieurs fins :
- pour la fabrication de sarcophages (à la fin du haut Moyen Âge) ;
- comme pierre à bâtir (pierre de taille ou moellons) ;
- comme pierre pour la sculpture ;
- pour la fabrication de chaux ;
- pour l'amendement de champs.

Les réseaux de ces carrières sont plus ou moins grands. Certains ne font que quelques mètres de développement, d'autres plusieurs dizaines, voire plusieurs centaines de kilomètres.
Selon les caractéristiques de la pierre, les techniques d'extraction, l'épaisseur de roche à exploiter, les galeries sont plus ou moins hautes, et le nombre de niveaux plus ou moins important.
De nombreuses régions sont riches en carrières de calcaire : Île-de-France, Picardie, Touraine, Anjou, Gironde, Charentes, Poitou, Bourgogne, Provence.
L'activité des carrières de calcaire comme « pierre à bâtir » a périclité au XXe siècle, la pierre étant remplacée progressivement par le béton, moins coûteux. Cependant, certaines sont toujours en activité.
Les ouvriers travaillant à l'extraction du calcaire s'appellent les carriers. Ceux-ci, selon les régions, pouvaient être désignés selon différents termes : « perreyeur » (au pluriel « perreyeurs » ou « perreyeux, « perrier », « mousseau »…).

## Histoire
D'une manière générale, le calcaire, comme toutes les roches, a d'abord été extrait à ciel ouvert, lorsqu'il affleurait, ou que la couche de matériaux à enlever pour avoir accès à la pierre était peu importante. Par la suite, lorsque la couche à enlever devenait trop importante et que l'on a appris à sélectionner les meilleurs bancs, l'extraction a commencé à se faire de manière souterraine et s'est enfoncée de plus en plus profondément. Lorsque les techniques ont évolué (au XXe siècle notamment), l'extraction à ciel ouvert a pu reprendre, des engins puissants de type pelleteuse pouvant déblayer facilement des quantités impressionnantes de matériaux.
En France, les Romains ont été les premiers à avoir exploité le calcaire. Ils le tiraient de carrières à ciel ouvert, en gradins, ou alors dans des galeries peu profondes ne dépassant pas quelques dizaines de mètres de longueur.
À la chute de l'Empire romain, l'exploitation du calcaire a décliné. À l'époque mérovingienne, elle a repris grâce à la production de sarcophages, dans un premier temps dans les anciennes carrières gallo-romaines et cette fois-ci de manière souterraine. À partir du Moyen Âge, l'exploitation a continué, mais pour la construction. La majorité s'est faite de manière souterraine, cependant, dans les localités où la couche de matériaux à enlever était faible, ou alors importante, mais que l'épaisseur du banc justifiait de passer du temps à enlever la couche le recouvrant, l'extraction se faisait à ciel ouvert. Au début-milieu XXe siècle, la production a décliné avant de quasiment s'éteindre, la pierre étant supplantée par le béton. Aujourd'hui seules quelques carrières sont encore en activité, principalement pour la restauration.

## Techniques d'extraction
Selon les époques, les régions, le type de calcaire, la qualité du matériau et sa destination, le calcaire a été extrait de différentes manières.

### Extraction du tuffeau destiné à la construction dans le Val de Loire (Touraine, Anjou, Vendômois)
Les bancs de tuffeau sont d'une consistance assez homogène. Le tuffeau est extrait par bancs verticaux. Le carrier qui veut en extraire un banc réalise des fentes dans le front de taille, d'environ 40 cm de profondeur, avec un pic. Les fentes sont perpendiculaires au front de taille, sauf une, qui est oblique. Dans cette fente étaient insérés des coins en bois. Le carrier tapait alors dessus avec un maillet en bois. Les vibrations et la pression faisaient décoller la pierre par le fond et des craquements se produisaient : une expression disait alors qu'elle « chante ». Le carrier s'écartait avant que la pierre tombe. Avant d'insérer les coins, on plaçait au sol des déchets de calcaire issu du creusement des fentes et des précédentes extractions pour amortir la chute du banc, afin que celui-ci ne se brise pas. Il était ensuite débité.
L'extraction se faisait par galeries, par piliers tournés, parfois en chambres. L'accès se faisait par bouche de cavage, plus rarement par puits. Les déchets (appelés « vidanges » dans ces régions) sont mis en tas dans des « racus », des galeries qui font environ 4x4m, destinés à cela, ou à même le sol dans des galeries inutilisées. Ils pouvaient être retenus par des hagues.
La hauteur des bancs fait la plupart du temps environ 2 mètres. Parfois jusqu'à près de 3 m. Parfois 2 (voire, plus rarement 3) bancs pouvaient être extraits l'un au-dessous de l'autre. En revanche, il n'est pas rare d'avoir plusieurs galeries superposées (jusqu'à 7).

### Extraction du calcaire grossier à Paris et dans sa banlieue sud
Le calcaire grossier est composé de plusieurs strates bien marquées de calcaire de différentes qualités. À chaque qualité correspond un nom : le liais, le cliquart, le grignard, le souchet, le banc royal, les lambourdes…
Le fait que les différentes strates soient bien marquées et qu'elles n'ont pas les mêmes qualités a fait découler la méthode d'extraction :
- Les carriers creusaient le banc le plus tendre, appelé souchet (d'où le nom de cette action : le souchevage). Ils réalisaient aussi des tranches verticales, si possible en s'aidant des failles existantes.
- Ensuite, les carriers inséraient des coins entre chaque strates et faisaient tomber celles du haut ou soulevaient celles du bas une par une.

L'exploitation se faisait initialement par piliers tournés : des masses de roche étaient laissées en place pour soutenir le ciel. Ceux-ci étaient réalisés en extrayant la pierre autour, d'où leur nom.
Les carriers ont peu à peu sélectionné les types de roches les plus recherchées (à savoir le liais et le cliquart, principalement). D'autre part, la méthode des piliers tournés avait l'inconvénient de laisser une partie de la pierre recherchée sur place. Les carriers ont alors trouvé une autre méthode : exploiter les roches les plus recherchées, intégralement, sur un plan horizontal. En revanche, les autres bancs ne sont extraits que pour avoir accès aux bancs les plus recherchés. Les déchets servent à remplir les vides de la carrière. Ils sont retenus par des hagues, réalisées avec les déchets les plus gros. Les hagues sont chaînées par des piliers à bras (réalisés par montage de pierre à bout de bras), qui soutiennent en même temps, le ciel de la carrière. Cette méthode est celle de l'exploitation par hagues et bourrages. Elle a vu le jour au XVIe-XVIIe siècle. Des passages sont laissés, notamment le long du front de taille et entre le front de taille et les puits d'extraction. Les vides peuvent aussi être comblés en complément avec un mélange de terre.
Par ailleurs, le comblement par hagues et bourrages constitue une méthode de soutènement beaucoup plus viable que celle par piliers tournés. En effet, elle souffre beaucoup moins de la rigidité de la roche et permet au ciel de carrière de se tasser, voire de s'abaisser, sans que cela ne le fragilise. Les risques d'effondrement sont dès lors très réduits. Cependant, le comblement par hagues et bourrages ne permet pas forcément de soutenir une pression élevée et se révèle vite insuffisant s'il y a des constructions au-dessus de la carrière. C'est pourquoi, dans la plupart des cas, l'Inspection générale des carrières a également réalisé des maçonneries (encorbellements, piliers maçonnés, arches…) pour assurer le soutènement du ciel de carrière.
L'accès à la carrière et la sortie des blocs de faisait initialement par bouche de cavage. Les carrières s'enfonçant de plus en plus profondément sous les plateaux, l'accès s'est fait progressivement par rampe, puis par puits. À Paris et dans sa banlieue sud, ces puits d'extraction se sont développés au XVe siècle,.

### Extraction du calcaire grossier dans l'Oise et le Val d'Oise
L'extraction s'est faite au pic, puis à la lance. Des blocs parallélépipédiques réguliers de plusieurs mètres cubes étaient alors extraits. Cette méthode a formé des carrières pourvues d'une trame très régulière. Après la Seconde Guerre mondiale, l'extraction s'est faite à la haveuse.

## Réutilisations
Ces vides ont souvent été réutilisés :
- pour des activités économiques :
  - comme champignonnières (Touraine, Anjou, Bordelais, Île-de-France, Picardie…)
  - comme caves à vin (Touraine, Anjou, Bordelais, Bourgogne…)
  - pour la culture des endives
- pour s'abriter :
  - refuges spontanés pour la population
  - aménagement d'abris de défense passive
- pour des usages divers :
  - Ossuaires (avec les Catacombes de Paris notamment et dans le Val-de-Loire)
  - Salles de veillées, salle de réunions, salles des fêtes…